# Семибратні кургани
Семибра́тні курга́ни — група з 7 курганів, витягнутих із заходу на схід, (відомих під назвою «Сім братів» за кількістю насипів) з похованнями представників синдської знаті (5-4 ст. до н. е.). Розташовані за 3 км на захід від Семибратнього городища, на лівій терасі річки Кубані біля хутора Разнокол Досліджувались в 1875, 1876, 1878 В. Г. Тізенгаузеном, який відкрив сирцеві і кам'яні гробниці з похованнями людей та коней і багатим похоронним інвентарем: золоті прикраси та нашивні бляхи, аттичні вази, золоті та срібні ритони і кіліки, велика кількість озброєння і кінської упряжі. Сирцеві гробниці з дерев'яними перекриттями характерні для Синдики. Висота курганів коливається в межах від 3,2 м до 15 м. Вони частково порослі деревами, але добре проглядаються з південного боку від дороги станиці Варениківська.

## Загальна характеристика
Семибратні кургани названі так місцевим населенням, які асоціювали кургани з місцем поховання близьких родичів, братів. Шість курганів витягнуті ланцюгом із заходу на схід, і тільки один, найвищий, стоїть окремо. Семибратні кургани належать синдам і це були поховання представників синдської аристократії, можливо, члени династій місцевих царьків в період політичної самостійності Східної Синдики. На поховальному інвентарі позначився вплив античної культури. Семибратні кургани були розкопані російським ученим В. Г. Тізенгаузеном в 1875–1876 рр., проте ні один із них не був до кінця вивчений. А чотири з них (№ 1, 3, 5 і 7) виявилися пограбованими. Там збереглись лише заховання коней та окремі предмети, не взяті грабіжниками. Четвертий курган був пограбований частково, але другий та шостий були не займані. Найбільшим серед курганів є перший, який стоїть осторонь і сягає у висоту на 15 м. На схід від Семибратніх курганів, на протилежній стороні долини річки Чекон, розташована група з семи невеликих курганів, що увійшла в археологічну літературу під назвою Малих Семибратніх курганів. Розкопані вони В. Г. Тізенгаузеном одночасно з Великими Семибратніми  .
Другий курган датується серединою V ст. до н. е. або другою його половиною і має висоту 6 м. Тут добре збереглася центральна гробниця, викладена з сирцевої цегли (довжина 8 м, ширина 6 м) і перекрита дерев'яними брусами. В гробниці знайдено кістки небіжчика з набором стріл, залізним мечем, наконечниками стріл та скелети 13 коней із бронзовими уздечками. Похований був з повним набором зброї. Всього знайдено 347 наконечників стріл. Цікавою стала знахідка залізних і бронзових пластинок від лускатого панцира, які в давнину нашивали на шкіряну основу (сорочку). На грудях лежала срібна пластина, висотою 34,3 см із зображенням оленя з гіллястими позолоченими рогами і під ним оленяти. Під цією групою представлений орел головою вниз, який нападає на зайця, з розпущеними крилами, крила і хвіст якого позолочені. Деякі дослідники вважають цю пластину нагрудною прикрасою панцира, інші пов'язують її з сагайдаком. Шия небіжчика прикрашена золотою гривнею, овальними золотими намистами та. Весь скелет і дно могили були усіяні золотими нашивними штампованими бляшками (близько трьохсот штук) у вигляді: людських головок в профіль, оголеного хлопчика в схемі уклінно бога, голови богині Афіни в шоломі з головою лева ззаду, передньої частини бика, крилатого сфінкса, лева, лежачого оленя, передньої частини крилатого кабана, голови барана, фігури курки, лежачого гірського козла, фігурки сови, голови Медузи, голови бородатого Сілена або Пана та ін.
Також в могилі знайдено розкішні предмети побуту: великий срібний ритон із золотим наконечником, що закінчується головою лева; плоска срібна чаша (фіала), прикрашена всередині колом з головок міфічних супутників бога Діоніса; бронзовий кубок; ситечко для проціджування вина з лебединою голівкою на кінці ручки; дві черпалками для розливання вина; велика бронзова посудину на підставці з трьох левових ніжок і з двома ручками у вигляді левів і змій; дві глиняні вази, покриті блискучою чорною поливою (чорнолакові); алебастровий кубок з кришкою; частини срібного кіліка — плоскої чаші на ніжці, що служила для пиття вина, з гравірованими й позолоченими фігурами на денці, які зображують давньогрецького героя Беллерофонта, який вбив трилику вогнедишну Химеру. Місцем виготовлення кіліка є Аттика. Досить розкішні і кінні захоронення. Тут знайдено бронзові уздечки, прикрашені фігурами тварин, виконаними у скіфському звіриному стилі: налобники у вигляді голови оленя або у вигляді фігурної бляхи із трьома зображеннями лежачих оленів з гіллястими рогами. У насипу кургану було знайдено п'ять великих бронзових дзвіночків.
До середини V ст. до н. е. відноситься й четвертий курган, висотою 13 м. Цей курган, як згадувалось, був частково пограбований. І речі в області ніг небіжчика зникли, а ті, що знаходились в головах — вціліли. Тут знайдено три ритона — судини у формі рога для пиття вина і культових пиятик, всі прикрашені в «звіриному стилі». Крім того тут були знайдено срібний кілік з гравіюванням давньогрецької крилатої богині перемоги Ніки, невелика срібна чашка, сім амулетів (один з них ікло хижака в золотій оправі) й золотий браслет, сплетений з дроту, з скульптурними голівками змій на кінцях. Поруч з похованням, в окремому, відгородженому дошками, місці знаходилася захисна зброя похованого та інші особисті та побутові речі. Цікавими є трьохріжковий світильник, в одному з ріжків якого збереглися залишки полотняного гнота; ручка бронзового дзеркала (або ковша) у вигляді фігури юнака, який зображує давньогрецького бога Гермеса, що тримає на плечах двох баранів і стоїть на баранячої голові. Також в кургані знайдено глиняний грецький посуд, а окремо в могилі — заховання коней з розкішною збруєю.
Шостий курган, в якому збереглося недоторкане поховання, має висоту більше 11 м. Цей курган поділявся на декілька камер. У східній камері стояв дерев'яний різьблений саркофаг на точених ніжках. Кришка була оббита покривалом з тонкої вовняної тканини з триколірної розписом. За словами наукового співробітника Державного Ермітажу Д. С. Герцігер, яка вивчав покривало, встановила характер розпису, розділивши за сюжетом на два типи. На семи смугах зображені міфологічні сцени: на трьох — біжать одна за одною жінки й на четвертій — композиція з двома колісницями, коней тримають за вуздечку юнаки; на декількох смугах зображені тварини і птахи. Автор відносить виготовлення тканини до початку IV в. до н. е. і вважає її місцевою. У саркофазі знаходився майже зовсім зотлілий скелет людини, якій належали залишки хутряної шапки. На грудях знайдені дві золоті застібки і більше ста десяти золотих бляшок у вигляді сидячого сфінкса, голів Медузи, жіночих голів в профіль та ін. На пальцях рук були надіті три золоті персні, знову ж таки виготовлені в «звіриному стилі». Тут також знаходилися військові обладунки та зброя. У західній камері знайдено поховальний інвентар, а у південній — кістки сімох коней з традиційними прикрашеними бронзовими уздечками. У середньому відділенні могили виявлений розкішний бронзовий та глиняний посуд.
П'ятий курган, висотою 7,5 м, був пограбований. Тут знайдено ряд залізних речей. Курган відносять до середини або до другої половини V ст. до н. е. Третій і сьомий кургани були споруджені дещо пізніше і датуються IV ст. до н. е. Найнижчим є третій курган (висота 3,2 м), він містив кам'яну пограбовану гробницю, на дні якої знайдені окремі предмети і розкидані кістки кількох коней і залізні вудила. Найцікавішою є знахідка залізної рукоятки меча, від якої збереглася верхня частина у вигляді скульптурної голови орлиноголового грифона із загнутим міцним дзьобом і високим гребенем. Голова грифона обкладена сріблом, гребінь, шия, очі позолочені. Н. І. Сокольский, що займався вивченням боспорських мечів, вважає, що рукоятка ця походить від однолезвійний давньогрецького меча-Махайра. Довжина меча не перевищувала 60-70 см. У гробниці знайдено також кілька золотих нашивних бляшок із зображенням сцен іж життя тварин та амфора, привезена із острова Фасос (північна частина Егейського моря).
У сьомому, останньому кургані, висотою 6,5 м, в гробниця також була пограбована, вціліли тільки залізні й бронзові наконечники стріл, залізні пластини від щита з панцирним покриттям, срібна пластина з рельєфним зображенням грифона, дві круглі бронзові бляхи та ряд інших дрібних речей.